# Brachyhesma deserticola
Brachyhesma deserticola là một loài Hymenoptera trong họ Colletidae. Loài này được Exley mô tả khoa học năm 1968.